# Amata helleia
Amata helleia là một loài bướm đêm thuộc phân họ Arctiinae, họ Erebidae.